# Siedlungs- und Wohngebiet Monte Laa

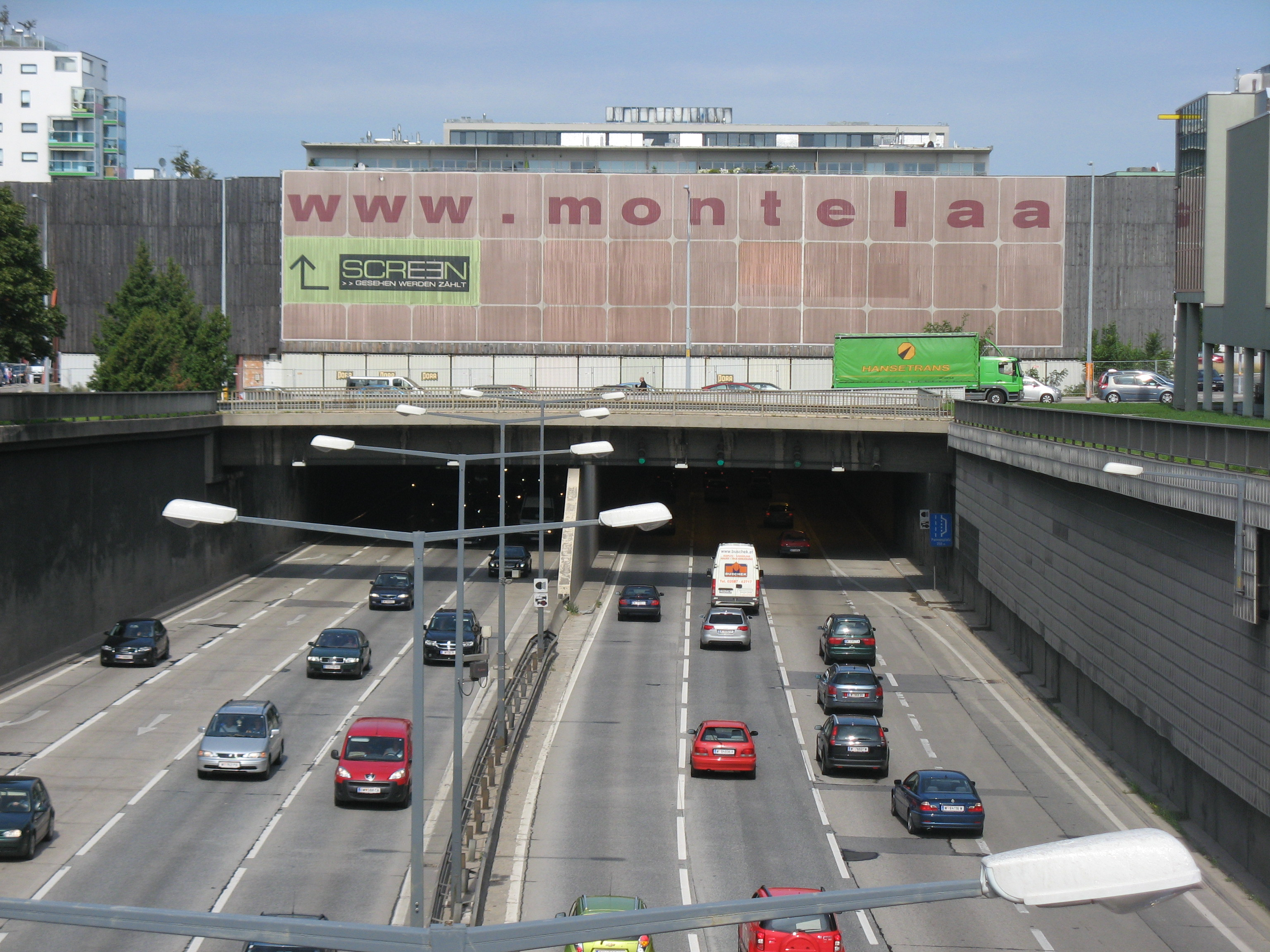
Monte Laa: teilweise über der Stadtautobahn Südosttangente

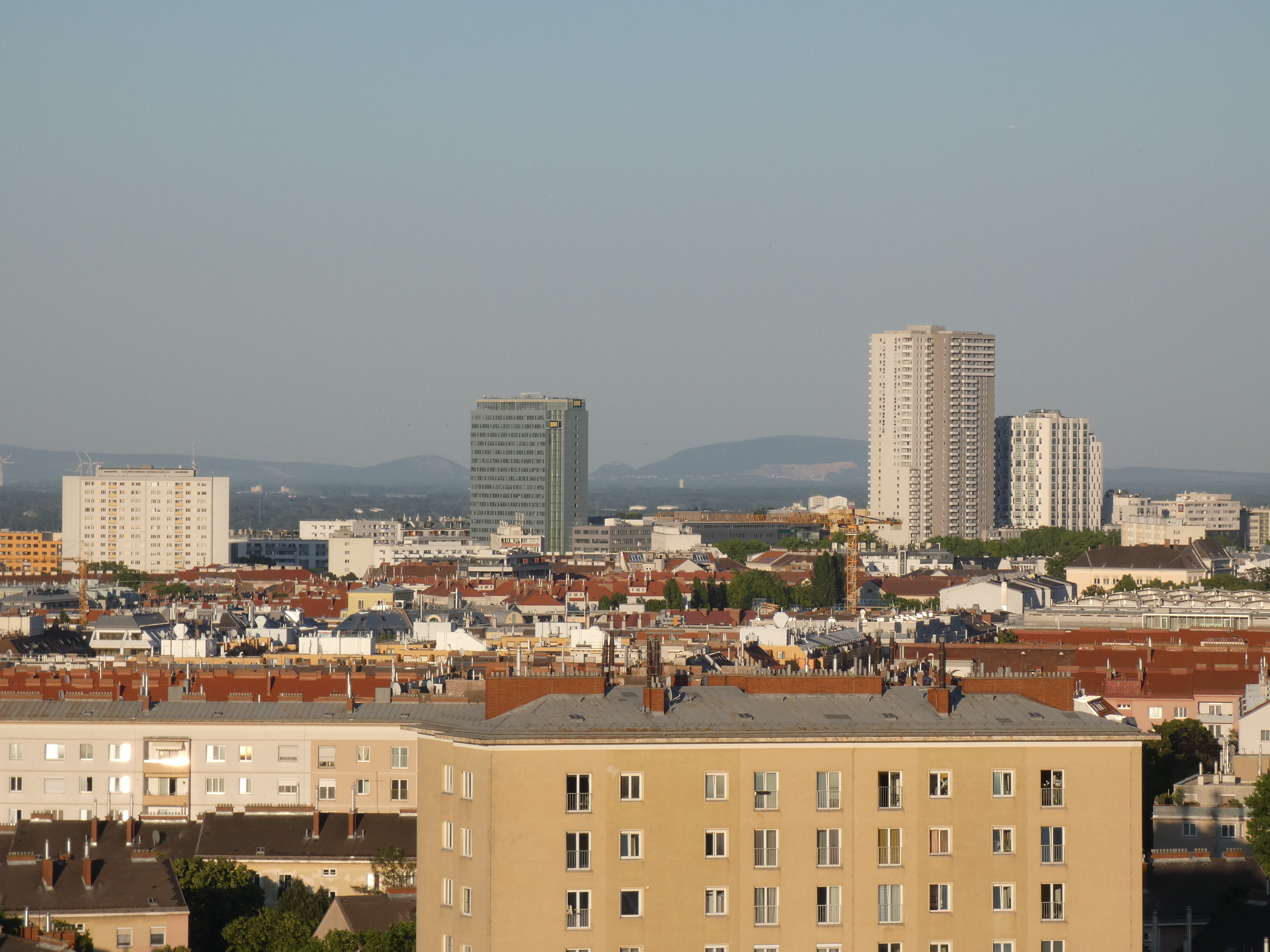
Laaer Berg/Monte Laa vom Wasserturm Favoriten aus betrachtet. Im Hintergrund die Hundsheimer Berge nahe Bratislava.

Das Siedlungs- und Wohngebiet Monte Laa ist ein Stadtteil im 10. Wiener Gemeindebezirk, Favoriten, der in den Jahren 2001 bis 2008 auf einer Überplattung der Südosttangente nördlich der Laaer-Berg-Straße und angrenzenden Grundstücken bis zur Absberggasse im Nordwesten und zur Urselbrunnengasse im Südosten entstanden ist. Der Name ist auf die in Wien gebräuchliche Bezeichnung Monte Laa für den nahegelegenen Laaer Berg zurückzuführen, an dessen Richtung Reumannplatz gelegener Hangseite sich das Siedlungs- und Wohngebiet befindet.

## Allgemeines über Monte Laa

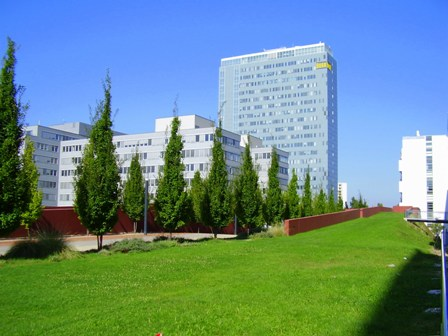
Monte-Laa-Park in Favoriten

Nach dem Masterplan des Architekten Albert Wimmer wurden auf einer Gesamtgrundfläche von etwa 90.000 m² Wohn- und Bürogebäude mit einer Nutzfläche von rund 200.000 m² geschaffen. Die Vorgaben des Planes Arbeiten, wo man wohnt – erholen, wo man arbeitet wurden vom Immobilienentwickler Strauss & Partner Development, der österreichischen Tochter der UBM Realitätenentwicklung, entwickelt und vom Bauunternehmen Porr umgesetzt.
Auf einer Fläche von 12.400 m² erstreckt sich der von der Bostoner Landschaftsdesignerin Martha Schwartz gestaltete Monte-Laa-Park. Die Grünanlage bildet die Achse von der Urselbrunnengasse bis zur Absberggasse, sie verbindet die einzelnen Wohnhäuser mit dem Campus Monte Laa und führt zum südöstlich benachbarten Naherholungsraum, dem Laaer Wald. Zu den Besonderheiten des Parks zählen unter anderem grüne Rasenrampen, die als tatsächliche und optische Erhöhungen die einzelnen Bereiche begrenzen, sowie Ruheplätze, Aktivzonen und Promeniermeilen. Die behindertengerechte Ausführung der Parkanlage mit einer Steigung bzw. Neigung von maximal 6 % ermöglicht Rollstuhlfahrern eine problemlose Benützung. Starke Farbgestaltung bietet sehschwachen Menschen Orientierungshilfe.

## Die Überplattungskonstruktion
Der Grundstein für die Projektumsetzung wurde in den Jahren 2001 und 2002 gesetzt – die A23 wurde auf 200 m mit einer „Absbergtunnel“ genannten Stahlbetonrahmenkonstruktion gedeckt. Das Basisbauwerk ist statisch sowohl auf die Lasten der Überbauung als auch auf Explosionsdruck und Brandlast aus dem Tunnel ausgelegt, die Pfahlgründungen haben eine außergewöhnliche Tiefe von 40 m.

## Gebäude in Monte Laa

### Wohnhäuser in Monte Laa
- Carré Vert, Emil-Fucik-Gasse 3
- Collmanngasse Familie, Collmanngasse 1, 5, 7, 9
- Cubino, Moselgasse 4
- Holz(t)raum, Waltenhofengasse 5
- Hoch33, Laaer-Berg-Straße 47
- Kunstblicke, Absberggasse 45A
- Living Colours, Waltenhofengasse 5
- Meandrino, Moselgasse 6–8
- MySky, Laaer-Berg-Straße 47B und 47C
- Nähe und Distanz für Jung und Alt, Emil-Fucik-Gasse 4
- Natur leben – Laaer Wald, Moselgasse 27
- Tanzende Säulen, Urselbrunnengasse 42
- Verdino, Moselgasse 23–25
- Wohnen am Laaerwald, Moselgasse 10–14
- Collmanngasse 3
- Moselgasse 16–20A
- Moselgasse 28–34

### Campus Monte Laa

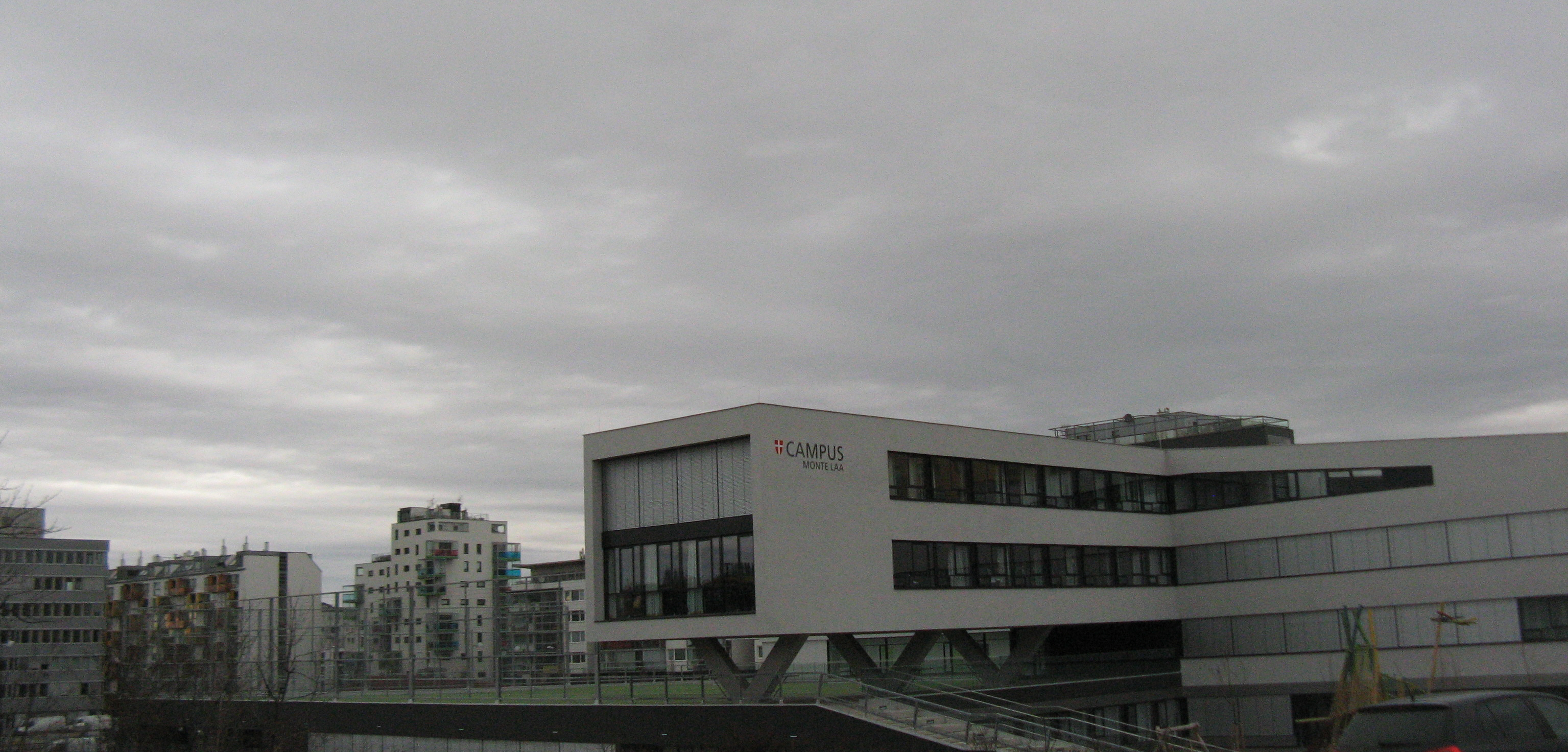
Campus Monte Laa

Am 14. Mai 2007 wurde südlich der Autobahn-Überplattung zwischen Rudolf-Friemel-Gasse und Käthe-Odwody-Gasse (beide neu errichtete, von der Laaer-Berg-Straße ausgehende Sackgassen) der Spatenstich für den Campus Monte Laa vorgenommen. Die etwa 8.500 m² große Bildungseinrichtung wurde vom Architektenteam Nehrer und Wimmer entworfen. Im Sommer 2008 wurde ein Kindergarten fertiggestellt, der eine Kapazität für 10 Gruppen, also rund 250 Kindergartenplätze hat. 2010 wurde eine Volksschule mit 16 Klassen für rund 400 Volksschüler fertiggestellt. Zum Gebäude gehören auch eine Musikschule, ein Sportplatz und eine Kinderkrippe.

### Weitere Gebäude in Monte Laa
- Porr Tower, Absberggasse 47
- Office Provider, Laaer-Berg-Straße 43